# Maurits Niekerk

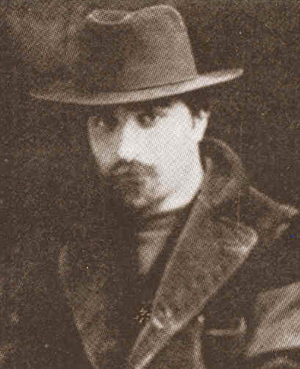
Maurits Niekerk

Maurits Joseph Niekerk (Amsterdam, 11 september 1871 - Parijs, 20 maart 1940) was een Nederlands kunstschilder van Joodse afkomst. Hij werkte lange tijd in België, voornamelijk in een impressionistische stijl.

## Leven en werk
Niekerk studeerde van 1887 tot 1893 aan de Rijksacademie voor Beeldende Kunsten te Amsterdam en later aan de Koninklijke Academie voor Schone Kunsten van Antwerpen. Tijdens zijn studie in Antwerpen bezocht hij Brugge en ontmoette daar Valerius de Saedeleer, die hem meenam naar het Oost-Vlaamse schildersdorp Sint-Martens-Latem. Hij kocht daar een kleine hoeve, waar hij zou werken tot 1903. Hij schilderde in die periode vooral landschappen, binnenhuisjes en bloemstillevens in een lyrisch-impressionistische stijl en in een beweeglijke toets, heel anders dan de donkere, poëtisch-realistische stijl van de vroege Latemse Scholen. Vaak vond hij ook zijn onderwerpen in de sociale nood en schilderde hij zieken, bedelaars, landarbeiders en krotwoningen. Zijn vriend Karel van de Woestijne schreef een artikel over zijn werk in Elseviers Geïllustreerd Maandblad .
Niekerk werkte ook als kunstcriticus en schrijver, en schreef onder meer verhalen en recensies, zoals 'Hulde aan E. Zola: een semiet over de zaak Dreyfus'. Hij maakte reizen naar Duitsland en Italië . In 1903 verruilde hij de stilte van het platteland in voor de drukte van Brussel, waar hij het stadsleven als onderwerp nam. Later verhuisde hij naar Parijs, waar hij in 1940 overleed, 68 jaar oud. Zijn werk is onder andere te zien in het Museum Boijmans Van Beuningen te Rotterdam en het Museum voor Schone Kunsten te Antwerpen.

## Galerij

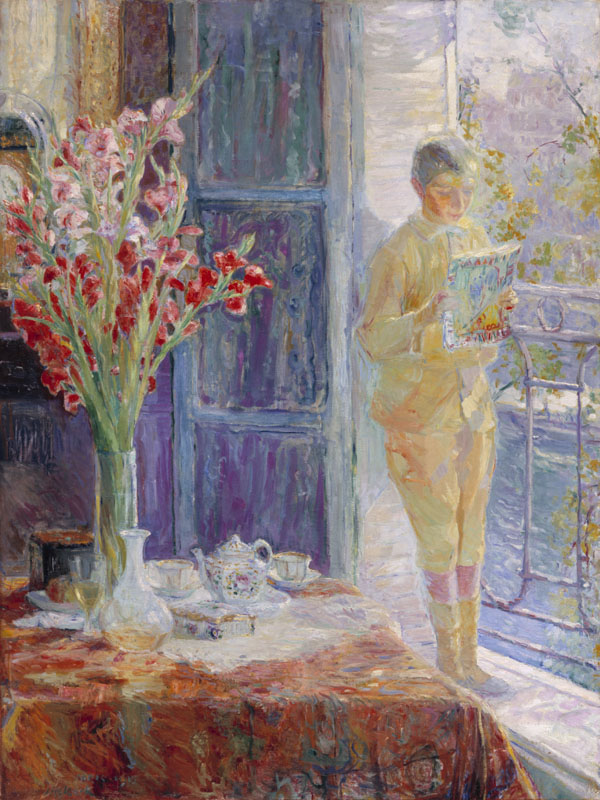
Jongen voor het raam
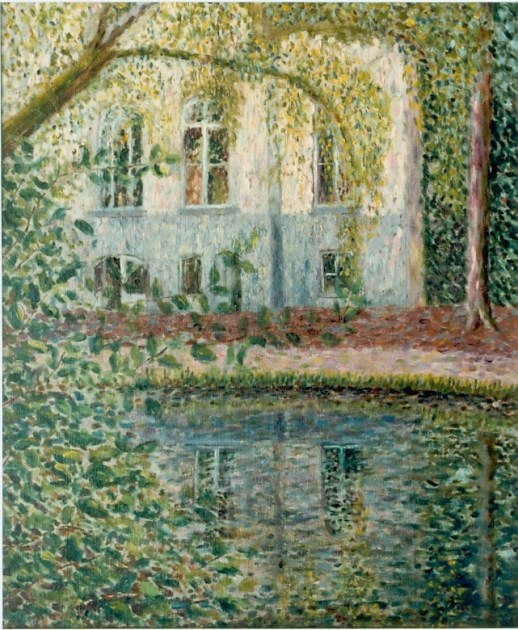
Meer met huis
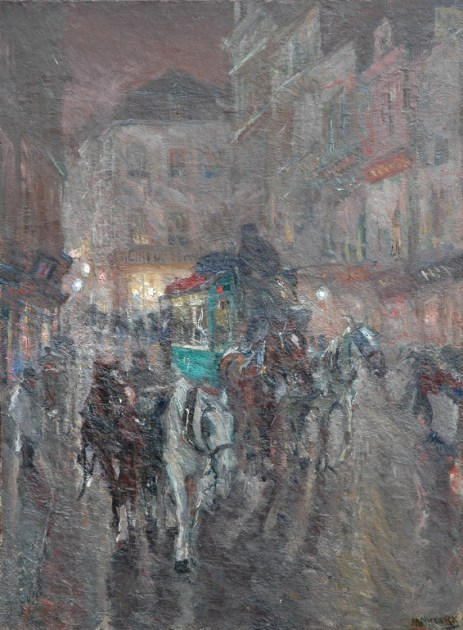
Omnibus in de stad bij avond
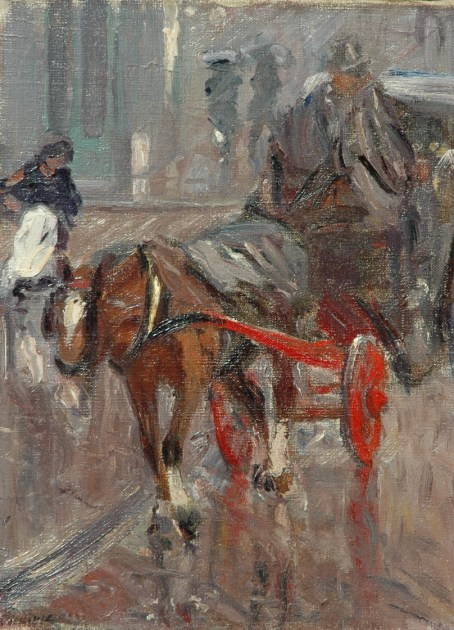
Koets in de regen
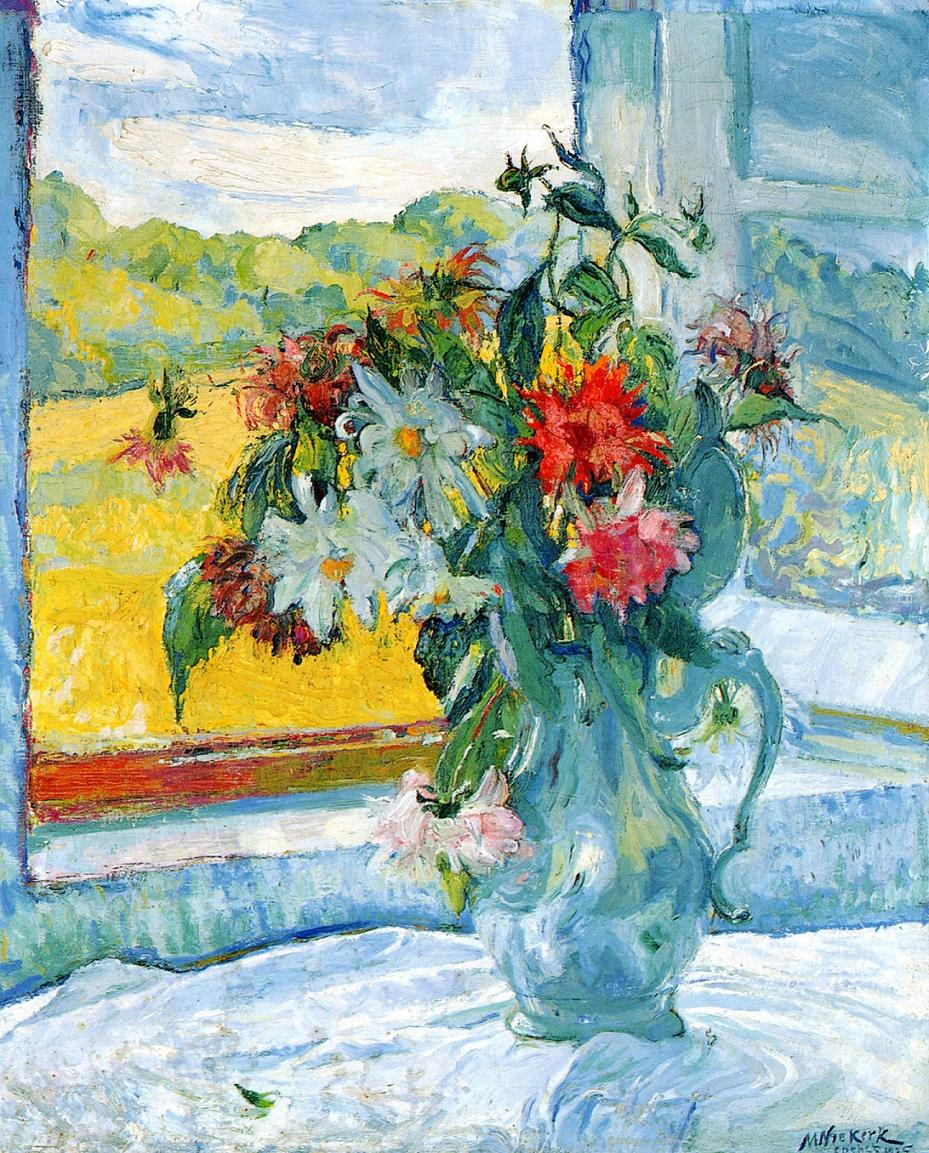
Bloemen